# Jarov (district de Plzeň-Nord)
Pour les articles homonymes, voir Jarov.
Jarov (en allemand : Jarau, précédemment : Jarow) est une commune du district de Plzeň-Nord, dans la région de Plzeň, en République tchèque. Sa population s'élevait à 143 habitants en 2022.

## Géographie
Jarov se trouve à 17 km au nord-nord-est du centre de Plzeň et à 73 km à l'ouest-sud-ouest de Prague.
La commune est limitée par Obora et Dobříč au nord, par Kaceřov à l'est, et par Hromnice au sud et à l'ouest.

## Histoire
La première mention écrite de la localité date de 1250.

## Transports
Par la route, Jarov se trouve à 13 km du centre de Třemošná, à 20 km de Plzeň et à 105 km de Prague. 